# Ottica non lineare
L'ottica non lineare è il campo di studio dell'ottica che si occupa del comportamento della luce in mezzi non lineari, cioè quei mezzi in cui il vettore polarizzazione P è legato al vettore del campo elettrico E da una relazione non lineare. 
L'ottica non lineare nasce con lo sviluppo dei laser: un comportamento non lineare, infatti, può essere osservato soprattutto in presenza di alte intensità del campo elettrico, come nel caso dei fasci laser a impulsi ad alta intensità, in cui entrano in gioco i termini di ordine più elevato al primo nello sviluppo in serie della costante dielettrica del materiale.

## Formulazione elettromagnetica dell'interazione non-lineare
Per descrivere l'origine dei termini non lineari nell'interazione elettromagnetica, facciamo comparire la polarizzazione P nelle equazioni di Maxwell:
{\displaystyle {\vec {\nabla }}\times {\vec {H}}={\vec {J}}+{\frac {\partial {\vec {D}}}{\partial t}}=\sigma {\vec {E}}+{\frac {\partial (\varepsilon _{0}{\vec {E}}+{\vec {P}})}{\partial t}}}
Assumendo la carica indotta per polarizzazione dal campo E piccola e che il mezzo sia non conduttivo, si ottiene:
{\displaystyle {\nabla }^{2}E-{\frac {1}{c^{2}}}{\frac {\partial ^{2}E}{\partial t^{2}}}=\mu _{0}{\frac {\partial ^{2}P}{\partial t^{2}}}}
In ottica lineare il termine a destra dell'uguale può essere raccolto grazie alla relazione {\displaystyle {\vec {P}}=\varepsilon _{0}\chi {\vec {E}}} dando conto, così, dell'indice di rifrazione del mezzo considerato. In realtà anche nel caso dell'ottica lineare sarebbe necessario tener in considerazione l'anisotropia del mezzo e la sua memoria, cosa che porta a descrivere la suscettibilità {\displaystyle \chi } sotto forma di tensore e ad esprimere la relazione che lega la polarizzazione e il campo elettrico sotto forma di integrale di convoluzione nel tempo.
In ogni caso, tralasciando questi aspetti, si può scrivere la polarizzazione {\displaystyle {\bar {P}}} come somma di termini lineari e non:
{\displaystyle P=\varepsilon _{0}(\chi ^{(1)}E+\chi ^{(2)}E^{2}+\chi ^{(3)}E^{3}+...)}
Limitandosi a considerare il termine quadratico, si osserva che sostituendo {\displaystyle P_{NL}=\varepsilon _{0}\chi ^{(2)}E^{2}=\varepsilon _{0}\chi ^{(2)}(e^{i2\omega t}+c.c.)} nella equazione delle onde si origina un termine che oscilla alla frequenza doppia rispetto a quella iniziale.
Questi effetti del secondo ordine diventano importanti quando l'intensità del campo incidente modifica la risposta naturale di tipo elastico alla perturbazione che l'atomo avrebbe se l'intensità incidente fosse molto più piccola di quella del campo atomico. In generale il campo perturbante, ad esempio un fascio laser, genera in un singolo atomo un decentramento fra i baricentri della nuvola elettronica (-) e del nucleo (+). Questo decentramento è per lo più dovuto alla deformazione della nuvola elettronica rispetto alla sua configurazione naturale, anche se il campo incidente tende ad agire anche sul nucleo in modo opposto. Tuttavia, essendo questo molto più pesante della nuvola elettronica, tale effetto può essere considerato secondario.
Se si considera come soglia un decimo del campo atomico ({\displaystyle \approx 10^{11}}) si ottengono intensità ({\displaystyle I={\frac {\varepsilon _{0}c}{2}}E^{2}}) significative di 1011 W·cm2.
Per comprendere nel dettaglio questa descrizione si consideri l'equazione delle forze che agiscono su un elettrone in un atomo sottoposto a un campo esterno incidente:
{\displaystyle m{\ddot {x}}=eE-{\frac {dV}{dx}}-m\gamma {\dot {x}}}
dove eE è la forza esercitata dal campo esterno, dV/dx quella dovuta al potenziale atomico in cui l'elettrone è immerso e l'ultimo termine tiene conto di una forza modellizzabile tramite l'attrito viscoso che consente all'elettrone di mantenersi in orbita intorno al nucleo anche in assenza di forze esterne.
Il potenziale dell'atomo in condizioni non perturbative (campo incidente piccolo) è di tipo armonico. Ciò deriva dallo sviluppo in serie della forza che agisce in condizioni di riposo sull'elettrone immerso nel potenziale: Friposo=kx.
Sostituendo nell'equazione delle forze, si ottiene:
{\displaystyle {\ddot {x}}+\gamma {\dot {x}}+\omega _{0}^{2}x={\frac {e}{m}}E}
dove ω0 è la pulsazione di risonanza ovvero il primo livello energetico disponibile in termini quantistici.
Nel caso di piccoli campi incidenti e sotto le ipotesi di
- mezzo diluito che consente

1. di considerare la polarizzazione come somma dei singoli dipoli creati dal campo perturbante
2. di considerare il campo totale esterno che agisce sull'elettrone come il singolo campo incidente, senza tenere in considerazione l'effetto dei dipoli che esso crea
3. di ipotizzare χ(1) << 1

- γ<<ω0
- ω≈ω0

si ottiene 
{\displaystyle {\bar {P}}=Ne{\frac {e/m{\bar {E}}_{0}e^{i\omega t}}{\omega _{0}^{2}-\omega ^{2}+i\omega \gamma }}}

{\displaystyle \chi ^{(1)}=Ne{\frac {e/(m\varepsilon _{0})}{\omega _{0}^{2}-\omega ^{2}+i\omega \gamma }}}
dove N è la densità dei dipoli nel mezzo. Dalle ultime due espressioni si ricava l'indice di rifrazione del mezzo come somma di un termine puramente reale n' che da conto della variazione indotta sulla fase del campo incidente e di uno puramente immaginario di modulo n' ' che descrive le variazioni di ampiezza.
{\displaystyle n^{'}\approx 1+{\frac {1}{2}}{\frac {Ne^{2}}{m\varepsilon _{0}}}{\frac {2\omega _{0}(\omega _{0}-\omega )}{4\omega _{0}^{2}(\omega _{0}-\omega )^{2}+\gamma ^{2}\omega _{0}^{2}}}}
{\displaystyle n^{''}\approx 1+{\frac {1}{2}}{\frac {Ne^{2}}{m\varepsilon _{0}}}{\frac {-\omega _{0}\gamma }{4\omega _{0}^{2}(\omega _{0}-\omega )^{2}+\gamma ^{2}\omega _{0}^{2}}}}
Se ora si considera l'ipotesi in cui il potenziale è perturbato dal campo incidente esso non è più di tipo armonico, ma è soggetto alla presenza di un termine cubico:
{\displaystyle V(x)=V_{0}+{\frac {1}{2}}\alpha x^{2}+{\frac {1}{3}}\beta x^{3}+...}
A causa del termine antisimmetrico la forma del potenziale è sbilanciata. Di conseguenza l'elettrone si trova più spesso da una parte piuttosto che dall'altra rispetto al nucleo, ciò comporta che il suo andamento non è più armonico.
Sostituendo la nuova forma del potenziale nell'equazione delle forze si può studiare il nuovo sistema tramite un approccio perturbazionale. Supponiamo che la nuova soluzione sia esprimibile come somma di termini di cui uno perturbativo:
{\displaystyle x(t)=x^{(1)}(t)+x^{(2)}(t)}
dove x(1)(t) è la soluzione nel caso di piccoli campi incidenti e quindi di potenziali armonici. L'equazione delle forze agenti sull'elettrone diventa:
{\displaystyle {\ddot {x}}^{(2)}+\gamma {\dot {x}}^{(2)}+\omega _{0}^{2}x^{2}=-\beta (x^{(1)}+x^{(2)})^{2}}
Ora, sotto l'ipotesi che x(2)<<x(1) (approccio perturbativo) il termine x(2) a destra dell'equazione e trascurabile e rimane il solo termine x(1) già noto perché soluzione del caso imperturbato.
Si osserva che a causa dell'esponente quadratico a destra dell'equazione, la soluzione x(2) oscillerà a una frequenza 2ω.